# Vitelki Zoltán
Vitelki Zoltán (Miskolc, 1970. szeptember 13. –) magyar labdarúgó, középpályás, edző. A DVTK volt játékosa.

## Életpályája
2008-as visszavonulósa után is a diósgyőri foci közelében maradt utánpótlásedzőként. Levezetésképpen a 2008–2009-es szezonban az akkor NB III-as Mezőkövesd gárdájánál játszott két évadot. A 2009–2010-es szezon után vonult vissza, amelyben az 5. helyen végzett a Mezőkövesddel az NB II Keleti csoportjában.
2010-12-ig a DVTK pályaedzőjeként is dolgozott, majd 2015 április végétől a felnőtt csapat vezetőedzője lett a szezon végéig tartó 5 mérkőzésre. UEFA A licenccel rendelkezik, így 60 napig irányíthatja a csapatot.
2017. március 2-án, Horváth Ferenc menesztését követően két mérkőzés erejéig újra ő ült le a kispadra, megbízott edzőként.
2017 nyarától 2018 áprilisáig a másodosztályú Kazincbarcika vezetőedzője volt.
2018 júniusában a másodosztályú Budafoki MTE vezetőedzője lett. Mindössze 14 fordulót követően, október 29-én menesztették, miután csapata a kieső, 18. helyen állt a tabellán.
2019 decemberében Herczeg András lemondása után Vitelkit nevezték ki a Debrecen vezetőedzőjének. Ezt a posztját 2020 júniusáig töltötte be.
Boér Gábor szezon előtti lemondása után 2020. július 21-én kinevezték a Kolorcity Kazincbarcika vezetőedzőjévé. A csapat eredménytelensége miatt 2020 decemberében távozott erről a posztjáról.
2021. márciusában aláírt az NB III-as Eger csapatához. Innen 2021 nyarán távozott.

### NB1-es pályafutása
- Játszott meccsek: 183
- Gólok: 11